# Барвінкове (зупинний пункт)
Барвíнкове — пасажирський зупинний пункт Знам'янської дирекції Одеської залізниці на електрифікованій лінії Чорноліська — Помічна між станціями Трепівка (6,3 км) та Канатове (6,1 км). Розташований в селі Барвінівка Кропивницького району Кіровоградської області.

## Пасажирське сполучення
На зупинному пункті Барвінкове зупиняються приміські поїзди сполученням Знам'янка — Кропивницький — Помічна.